# 三次市民バス
三次市民バス（みよししみんバス）は、広島県三次市にて運行しているコミュニティバスである。

## 概要
- 三次市に合併する前の各周辺自治体が運行していたコミュニティバスを、合併後の三次市が「市民バス」として一纏めにしたものである。よって旧三次市内には路線は存在しない。
- 運賃は、1乗車100円均一で、小学生は50円、小学生未満は無料[1]。
- 運行地域は、市内の以下の通りである[2]。
君田町線（旧君田村域）
布野町線（旧布野村域）
作木町線（旧作木村域）
三和町線（旧三和町域）
甲奴町線（旧甲奴町域）
吉舎町線（旧吉舎町域）
- 市が民間運送事業者へ運行を委託している。受託事業者は以下の通り。
君田町線 - 君田交通
布野町線 -
作木町線 -
三和町線 - 三和タクシー
甲奴町線 - 甲奴タクシー
吉舎町線 -

## 路線

### 君田町線
以下の路線がある。
Aライン

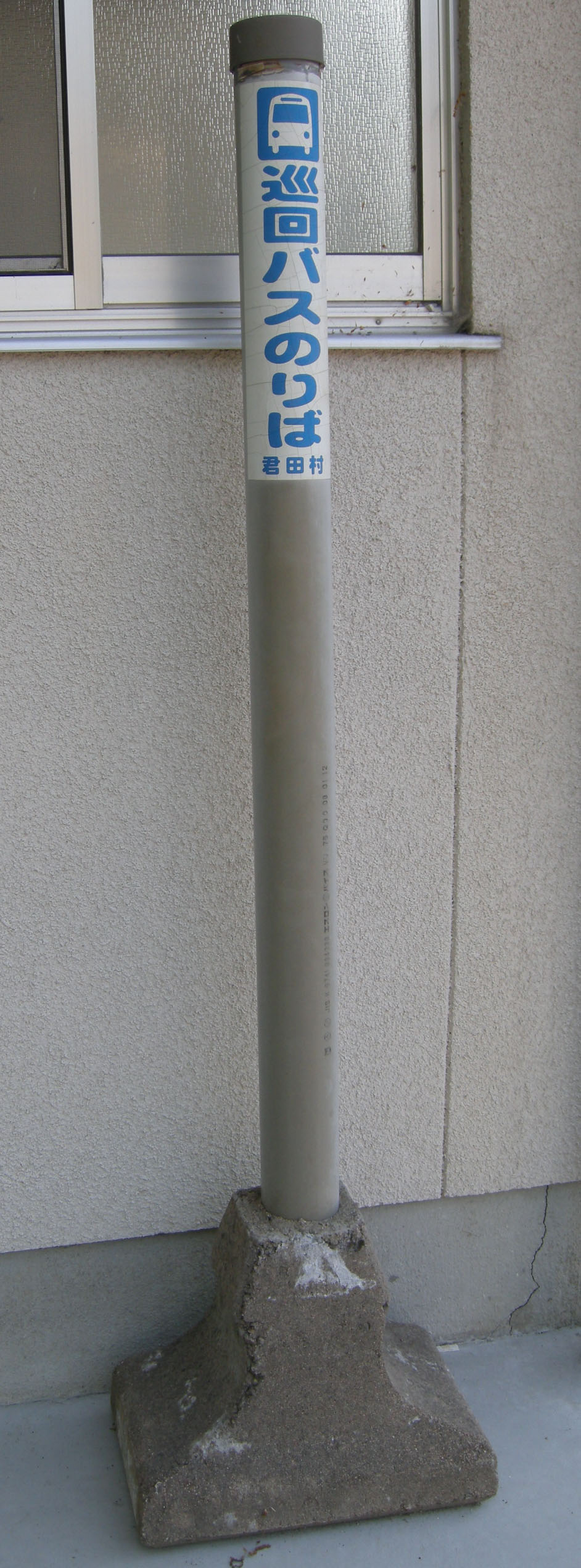
君田町線のバス停

- 保健センター - 藤兼川西 - JA - 中保田 - 石原集会所 - 保健センター - 櫃田口 - 御所ヶ原 - 中の原（下山）
  - 月曜から土曜の運行。

Bライン
- 保健センター - 木呂田集会所 - 支所 - 日南営農倉庫 - 二反田 - 茂田集会所 - 中谷
  - 月曜から土曜の運行。

巡回便（月・木）
- 櫃田口 - 保健センター - 石原集会所 - JA - 中保田 - 卸子 - JA - 保健センター - 日南営農倉庫 - 茂田集会所
  - 月曜・木曜のみの運行。

巡回便（火・金）
- 神之瀬プラザ - 御所ヶ原 - 櫃田口 - 保健センター - JA - 保健センター - 木呂田集会所 - 森原記念碑
  - 火曜・金曜のみの運行。

巡回便（水）
- しんぎょう峠 - 櫃田口 - 保健センター - JA - 藤兼川西
  - 水曜のみの運行。

### 作木町線
以下の路線がある。
Aコース（下地区）
- 文化センターさくぎ - 診療所前 - 旧JA大津支店前 - 大井後別れ - 谷川農道別れ - 馬峠倉庫前 - 谷地橋 - JR伊賀和志駅 - 柳原
  - 月曜・水曜のみの運行。

Bコース（下地区）
- 文化センターさくぎ - 診療所前 - 旧JA大津支店前 - 宮本谷入口 - 門前 - 市川商店前 - 森山選果場 - 長迫
  - 火曜・金曜のみの運行。

Cコース（中地区）
- 丹渡 - 診療所前 - 文化センターさくぎ - 便坂トンネル - 西野多目的集会所 - 光守砂井谷別れ - 大畠柴田橋 - 馬城橋 - 西門宅前
  - 月曜・木曜のみの運行。

Dコース（中地区）
- 文化センターさくぎ - 診療所前 - 丹渡 - 式橋 - 大畠後別れ - 光守砂井谷別れ - 矢田倉庫前 - 林宅前
  - 火曜・水曜のみの運行。

Eコース（上地区）
- 文化センターさくぎ - 診療所前 - 熊見線別れ（ - JR香淀駅） - 江水園 - 日南川会館 - 大山生活センター - 東地線別れ - 金広倉庫前
  - 水曜・木曜のみの運行。JR香淀駅は一部便のみ経由。

Fコース（上地区）
- 文化センターさくぎ - 診療所前 - 熊見線別れ - 江水園 - JR香淀駅 - 門田老人集会所 - 式敷大橋 - 唐谷
  - 火曜・金曜のみの運行。

### 三和町線
以下の路線がある。全て循環系統で、双方向の便がある（下記は復路の便、往路は逆回り）。
下板木地区
- 総合福祉センター - 備尺バス停 - 下羽出庭集会所 - 馬通 - 福田 - 下水処理場 - 照円寺 - 総合福祉センター
  - 火曜・金曜のみの運行。

敷名地区
- 総合福祉センター - 市役所三和支所前 - 上敷名老人集会所 - 八日市橋 - 今原バス停 - 市役所三和支所前 - 総合福祉センター
  - 月曜・水曜のみの運行。

上山地区
- 総合福祉センター - 市役所三和支所前 - 物産館みわ375前 - 三和町境 - 貞清下バス停 - 上壱歩バス停 - 市役所三和支所前 - 総合福祉センター
  - 火曜・木曜のみの運行。

板木地区
- 総合福祉センター - 上板木 - 大力谷集会所 - 今出原 - 成木谷入口 - 和木集会所 - 総合福祉センター
  - 水曜・金曜のみの運行。

### 甲奴町線
以下の路線がある。
上下抜湯コース
- カーターセンター - 甲奴駅前 - 老人福祉センター - 戸下 - 福田局前 - 有田下バス停 - 永井造園前 - 森集会所 - 道田宅前
  - 月曜・水曜・木曜・金曜のみの運行。

太郎丸郷コース
- カーターセンター - 甲奴駅前 - 老人福祉センター - 梶田ふれあい会館 - 戸下 - 福田下畑宅前 - 有田下バス停 - 太郎丸郷
  - 月曜から金曜のみの運行。

六ツ宗コース
- カーターセンター - 甲奴駅前 - 老人福祉センター - 梶田ふれあい会館 - 広石橋下（ - 開） - みちくさの里 - 六ツ宗松山宅前
  - 月曜・火曜・水曜・金曜のみの運行。開は水曜日のみ経由。

品コース
- カーターセンター - 甲奴駅前 - 老人福祉センター - 梶田ふれあい会館 - 梶田駅前 - みちくさの里 - 広石橋下 - 品生活改善センター - 掛合三叉路
  - 月曜・水曜・木曜・金曜のみの運行。

小童コース
- カーターセンター - 甲奴駅前 - 老人福祉センター - 下谷 - 政広原田宅前 - 小童研修センター - 春日井小林店前 - 塩貝集会所
  - 月曜から金曜のみの運行。

土曜日コース（上川）
- カーターセンター - 甲奴駅前 - 老人福祉センター - 梶田ふれあい会館 - 戸下 - 福田局前 - 有田下バス停 - 太郎丸郷 - 永井造園前 - 森集会所 - 道田宅前
  - 土曜のみの運行。

土曜日コース（小童・宇賀）
- カーターセンター - 甲奴駅前 - 老人福祉センター - 下谷 - 小童研修センター - 春日井小林店前 - 広石橋下 - みちくさの里- 梶田ふれあい会館 - 老人福祉センター - 甲奴駅前 - カーターセンター
  - 土曜のみの運行。

なお、以前は以下の路線もあったが、廃止されている。
本郷コース
- カーターセンター - 甲奴駅前 - 老人福祉センター - 美山荘 - 板屋宮下宅前 - 甲奴駅前 - 大谷集会所 - 福山寺
  - 火曜のみの運行。

### 吉舎町線
以下の路線がある。
Aコース
- 保健センター - 吉舎駅下 - 正興寺 - 敷地簡易郵便局 - 三良坂駅 - 眞御堂集会所 - 蜂郷集会所 - 保健センター
  - 月曜・水曜のみの運行。

Bコース
- 保健センター - 海田原本郷集会所 - カイハラ吉舎工場 - 矢井イ組集会所 - 寿会館 - 保健センター
  - 月曜・水曜のみの運行。

Cコース
- 保健センター - ポプラ裏 - 芋ヶ畑防火水槽 - 八幡保育所 - 黄梅院下 - 水呑集会所
  - 月曜・木曜のみの運行。

Dコース
- 保健センター - 吉舎谷集会所 - ポプラ裏 - 辻福寿会館 - 野曽原店 - 町道山城線第6橋
  - 火曜・木曜のみの運行。

Eコース
- 保健センター - 金子歯科医院 - 備後安田駅 - 古市コミュニティ集会所 - 堀越集会所 - 長政コミュニティ集会所 - 坂井宅前

三次市民バスの車両
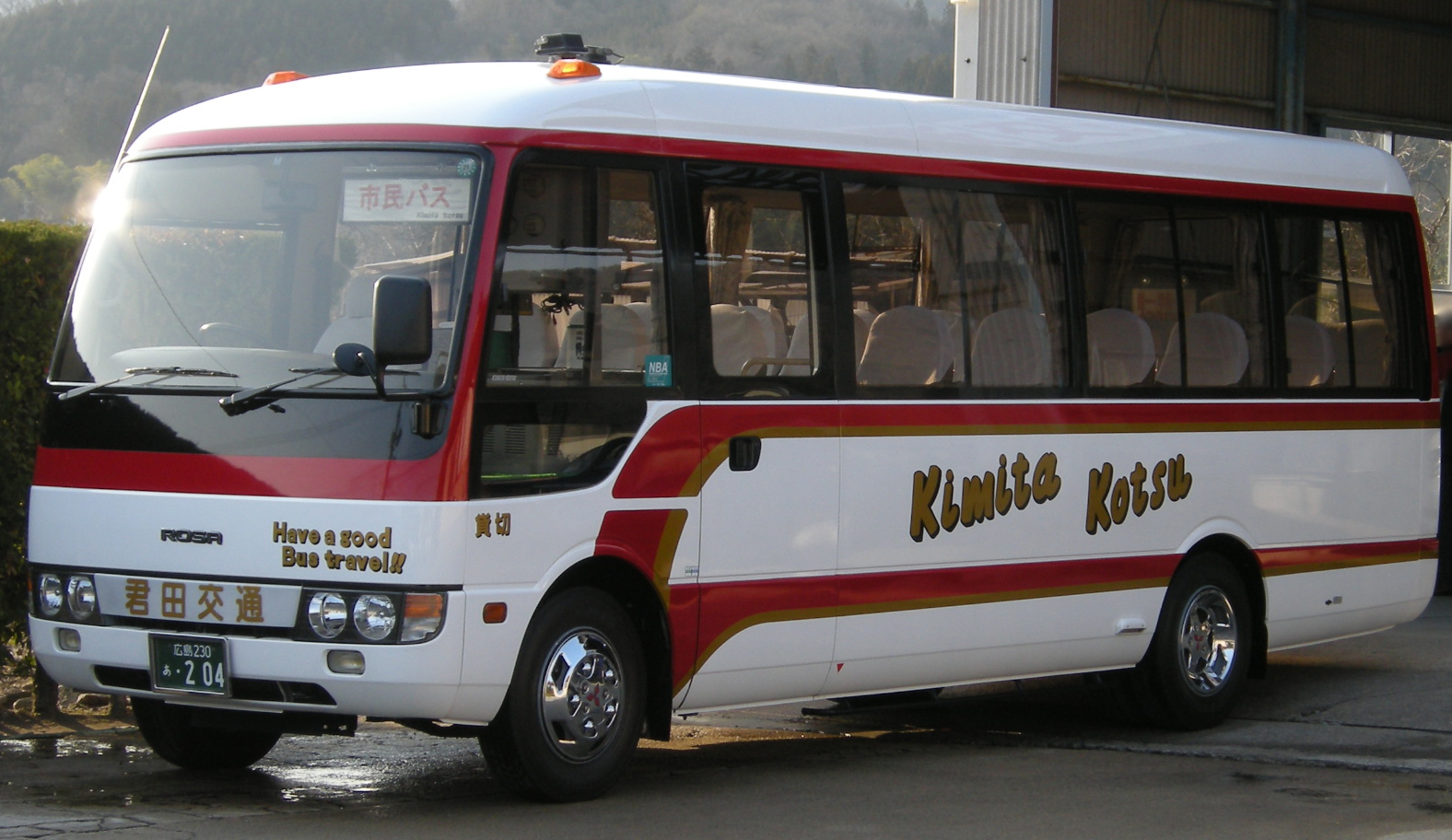
君田町線の車両 （君田交通、2009年）
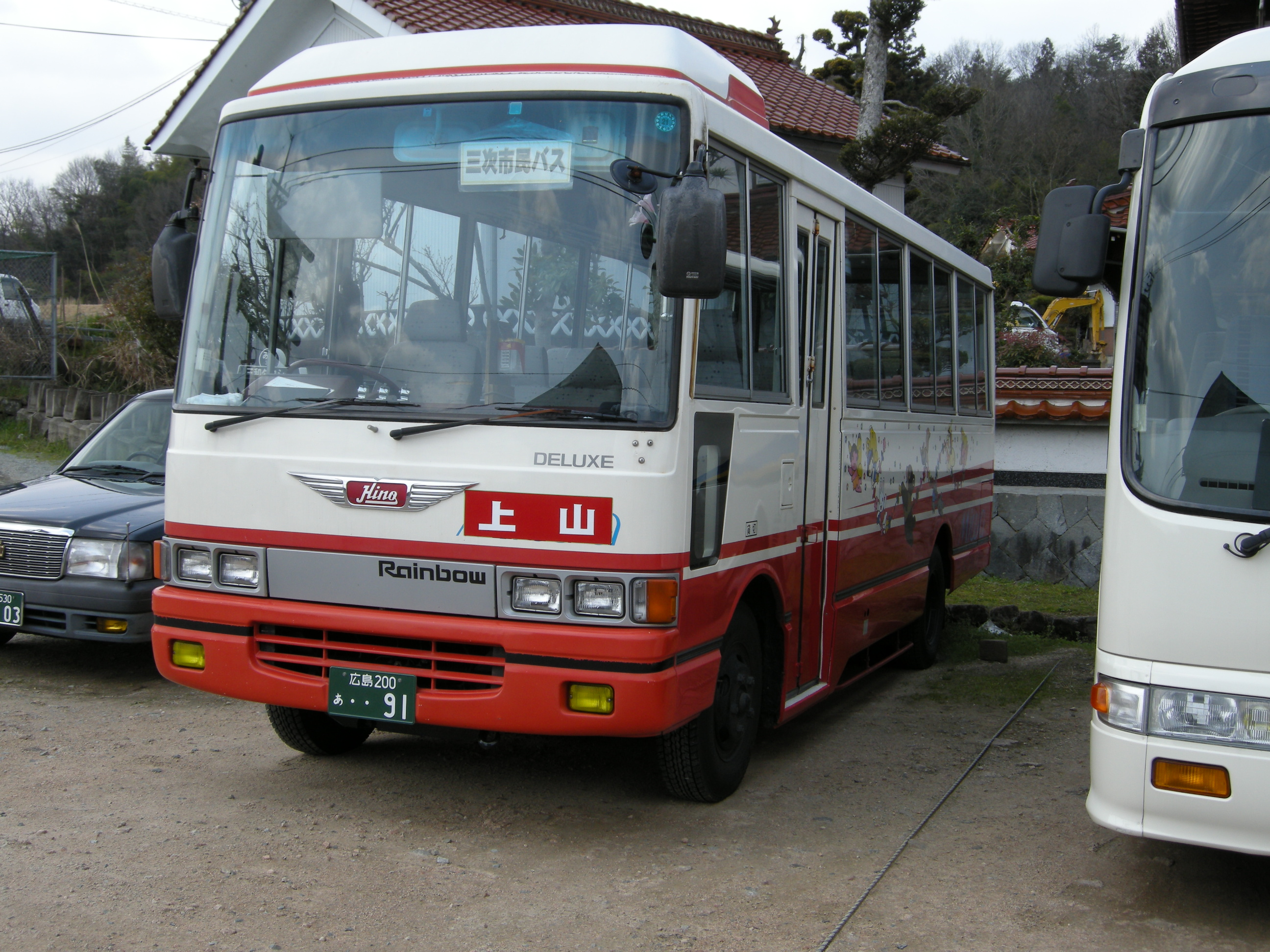
三和町線の車両 （三和タクシー、2009年）
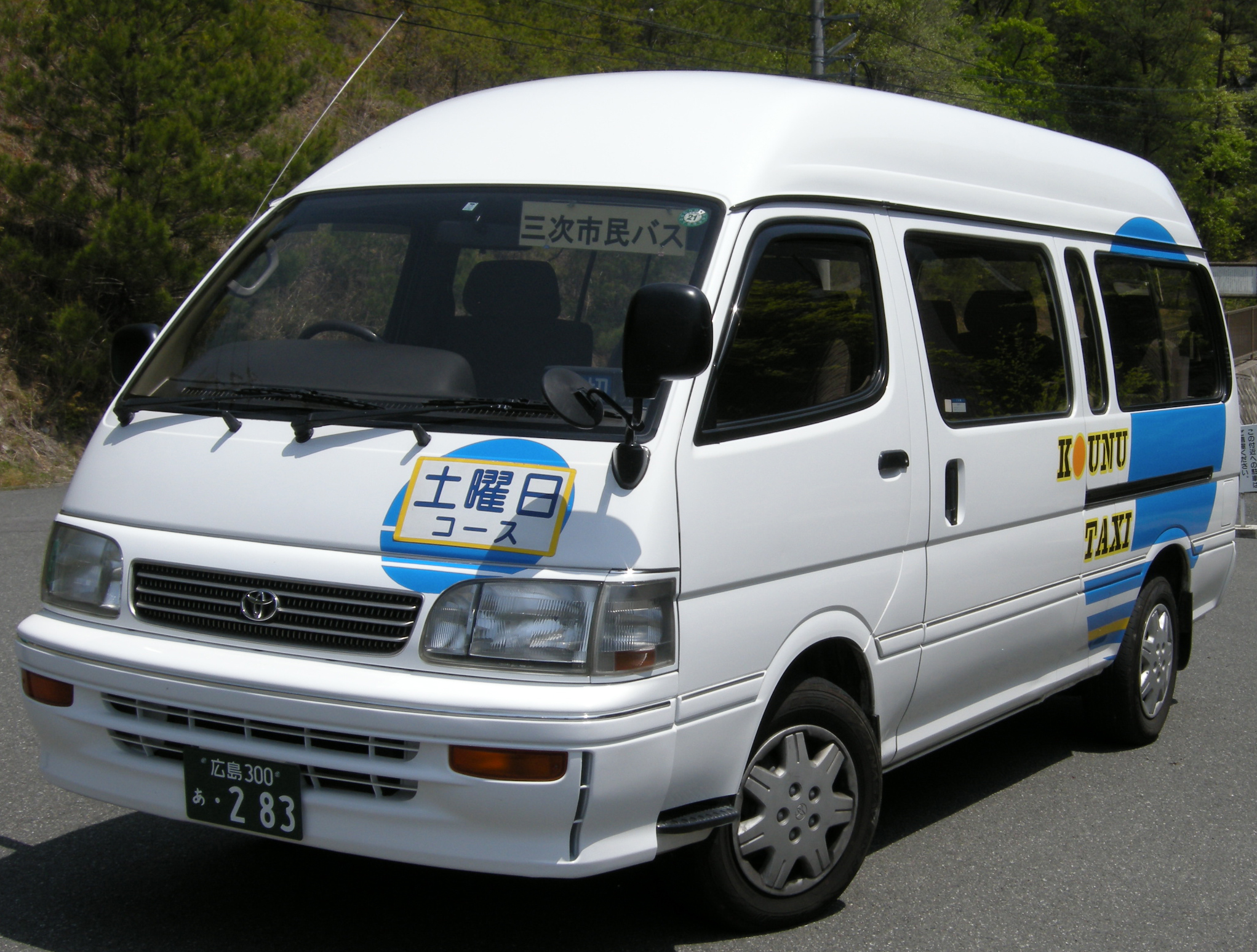
甲奴町線の車両 （甲奴タクシー、2009年）

  - 火曜・金曜のみの運行。

Fコース
- 保健センター - 金子歯科医院 - 安田郵便局 - 角利集会所入り口 - 宇賀小学校 - 大忠集会所
  - 火曜・金曜のみの運行。

医院巡回Aコース
- 保健センター - 金子歯科医院 - 吉舎駅下 - 星田医院
  - 月曜から金曜のみの運行。

医院巡回Bコース
- 保健センター - さとう歯科医院
  - 月曜から金曜のみの運行。

- 三次市民バスの車両
- 君田町線の車両
（君田交通、2009年）
- 三和町線の車両
（三和タクシー、2009年）
- 甲奴町線の車両
（甲奴タクシー、2009年）